# Y Андромеды
Y Андромеды (лат. Y Andromedae), HD 10112 — одиночная переменная звезда в созвездии Андромеды на расстоянии (вычисленном из значения параллакса) приблизительно 7924 световых лет (около 2430 парсеков) от Солнца. Видимая звёздная величина звезды — от +15,1m до +8,2m.

## Характеристики
Y Андромеды — красный гигант, пульсирующая переменная звезда, мирида (M) спектрального класса M3e-M4,5e, или M1, или M2III, или M3e, или M9, или Md, или Me. Эффективная температура — около 3334 K.